# Pycnococcaceae
Pycnococcaceae é uma família de algas verdes da ordem Pseudoscourfieldiales.

## Descrição
Entre as características definidoras desta família inclui-se a presença de uma única invaginação do pirenoide na região de contacto com a membrana da mitocôndria e a existência de um aestrutura designada por "decaporo", um anel de 10 poros atravessando a espessa parede celular.